# Dol pri Pristavi
Dol pri Pristavi este o localitate din comuna Šmarje pri Jelšah, Slovenia, cu o populație de 57 de locuitori.